# Oncosiphon
Oncosiphon là một chi thực vật có hoa trong họ Cúc (Asteraceae).

## Loài
Chi Oncosiphon gồm các loài: